# ريتشارد ديفيدسون
ريتشارد ديفيدسون (بالإنجليزية: Richard Davidson)‏ هو عالم نفس وعالم أعصاب أمريكي، ولد في 12 ديسمبر 1951 في بروكلين في الولايات المتحدة.

## النشأة والتعليم
وُلد لعائلة يهودية في بروكلين، ارتاد ريتشارد «ريتشي» «ثانوية ميدوود». وعمل خلال فترة تواجده هناك كمساعد في البحوث في الصيف بمختبر النوم بالقرب من مركز ميمونيدس الطبي بين 1968-1971، وكان يُنظف الأقطاب الكهربائية التي كانت ملصقة بأجسام الخاضعين لتجارب دراسات النوم.
ذهب ديفيدسون ليتلقى شهادة البكالوريوس في علم النفس من جامعة نيويورك عام 1972. واختار الدراسة في جامعة هارفارد ليعمل مع دانيال غولمان وغاري شوارتز وحصل على شهادة الدكتوراه في الشخصية، علم والنفس المرضي، وعلم النفس الفسيولوجي هناك عام 1976. كان ديفيدسون يدرُس في هارفارد تحت إشراف ديفيد ماكليلاند وتأثَّر أيضًا بنورمان جيشويند ووول ناوتا.

## حياته المهنية
قبل ديفيدسون بوظيفة للتدريس في جامعة ولاية نيويورك في بورتشيس حيث شغل وظائف عدة بالتتالي كالاستشارات البحثية في قسم طب الأطفال، ومختبر الرُضَّع، مستشفى روزفيلت في نيويورك ومختبرعلوم الأعصاب، والمعهد الوطني للشيخوخة، ومعاهد الصحة الوطنية الأمريكية.
انضم عام 1984 لهيئة تدريس جامعة ويسكونسن في ماديسون حيث بقي هناك منذ ذلك الوقت. وعمل سابقًا كمدير لمختبر علم الأعصاب المؤثر ومختبر وايزمان لتصوير الدماغ والسلوك. وهو مؤسس ومدير مركز العقول السليمة.

## العمل البحثي
يركز عمل ديفيدسون البحثي بصورة عامة على الأسس العصبية للعواطف والنمط العاطفي وكذلك طرق تعزيز ازدهار البشر، ومن ضمنها التأمل والممارسات التنافسية ذات العلاقة. وقد تمركزت دراساته على الناس عبر فترة حياتهم، من الولادة وإلى عمر الشيخوخة. بالإضافة إلى ذلك، فقد قام بدراسات مع أفراد باضطرابات عاطفية مثل اضطرابات المزاج والقلق والتوحُّد، وكذلك الممارسين الطبيين الذين يملكون عشرات آلاف الساعات من الخبرة. يستعمل بحثه مدى واسعًا من الطرق من ضمنها أنواع من التصوير بالرنين المغناطيسي، وتصوير طبقي بالإشعاع البوزيتروني، وقياس درجة إثارة المخ، والطرق الجينية الحديثة المتعلقة بالتخلّق المتعاقب.
يعمم ريتشارد ديفيدسون الفكرة المبنية على ما هو معروف بخصوص مرونة الدماغ، لدونة عصبية، وهي أن بإمكان الشخص تعلُّم السعادة والتعاطف كمهارات تمامًا كتعلم عزف آلة موسيقية، أو التدرُّب على الغولف أو التنس. تتطلب السعادة كأي مهارة أخرى تدريبًا ووقتًا ولكن بسبب عدم معرفة أحد أن الدماغ مبني على التغيير بالتجاوب مع التدريب العقلي، فمن الممكن تدريب العقل على أن يكون سعيدًا.
يناقش ديفيدسون لتشخيص الاكتئاب السريري بمساعدة النمط العاطفي. ويصف النمط العاطفي كمجموعة من الاستمراريات حيث يقع بعض الناس في طرف من أطراف الاستمرارية بينما يقع آخرون في الوسط. يظهر الاكتئاب السريري بصورة نهايات في أبعاد النظرة والمرونة، حيث يكون لأولئك المتأثرين نظرة سلبية أكثر ويكونون أبطأ في التعافي من المحنة.
استعمل ريتشارد ديفيدسون والمشاركون معه مكاك ريسوسي كنماذج للفسيولوجيا العصبية البشرية والرد العاطفي منذ 1992 عندما نشر هو وزملاؤه في جامعة ويسكونسن-ماديسون نيد كالين وستيفن شيلتون «الآثار الجانبية للديازيبام على عدم تناسق الدماغ الجبهي الكهربائي في قرود الريس». ونشرت نفس المجموعة عام 2004 نتائج إضافية عن دور نواة اللوزة الحلقية المركزية في توسيط الخوف والقلق في الرئيسيات. وذكر كل من الدكتور كالين، وشيلتون وديفيدسون عام 2007 أن الآفات التجريبية للقشرة المخية الجبهية في قرود الريس نتج عنها «خفَّضت التجمد الناجم عن التهديد بشكل ملحوظ وقللت الاستجابة الخائفة من ثعبان بصورة هامشية».
جذب عمل الدكتور ديفيدسون على البشر انتباه كل من الصحافة العلمية والعامة، وغُطِّي من قبل ساينتيفيك أميريكان ونيويورك تايمز.
كان ديفيدسون صديق الدالاي لاما الرابع عشر لفترة طويلة، وتتضمن بعض أعماله بحثًا عن الدماغ بخصوص علاقته بالتأمل. وقد حافظ ديفيدسون على تأمله اليومي الخاص لفترة طويلة، وهو مستمر في التواصل مع دالاي لاما بصورة منتظمة.
لقد أثار تواصلهما جدلًا، مع انتقاد بعض العلماء لديفيدسون لكونه مقربًا جدًا من شخص لديه مصلحة في نتائج بحثه وقال آخرون أن هذا يمثل مزيجًا غير لائق للعلم مع الإيمان. وقد وقَّع 500 باحثًا عريضة احتجاج عندما دعا دالاي لاما للمشاركة في برنامج «علم الأعصاب والمجتمع» لاجتماع جمعية علم الأعصاب عام 2005. كان بعض المحتجين باحثين صينيين، من الذين قد يختلفون سياسيًا مع موقف دالاي لاما بخصوص التبت. وهدأ الجدال بسرعة بعد حضور أغلب العلماء للحديث ووجدوه مناسبًا.

## الجوائز والتكريمات
تلقى ديفيدسون عام 2000 جائزة الإسهام العلمي المميز للإنجاز مدى الحياة من قبل جمعية علم النفس الأمريكية.
اختارت مجلة تايم الدكتور ديفيدسون كواحد من أكثر الأشخاص المئة المؤثرين في العالم في عددها لعام 2006.

## ممارسة التأمل الشخصي
تغيرت ممارسة ديفيدسون كثيرًا على مر السنوات. فهو يمارس في السنين الأخيرة التقليد التبتي البوذي بما فيه السجود للتعاليم، والتأمل «ليس لمنفعتي بشكل رئيسي، ولكن لمنفعة الآخرين».

## منشوراته
نشر ديفيدسون عدة أوراق بحثية، وحدات مقالية وحرر 13 كتابًا. كان المؤسس ورئيس التحرير عام 2001 مع كلاوس شيرر من مجلة جمعية علم النفس الأمريكية إيموشن.
يتولى ديفيدسون حاليًا هيئة تحرير مجلة غريتر غود، المنشورة من قبل مركز غريتر غود العلمي في جامعة كاليفورنيا، بيركلي. وتتضمن مساهمات الدكتور ديفيدسون تأويًلا للبحث العلمي في جذور الشفقة، والتوحد، والعلاقات البشرية المسالمة.
أُلّف كتابه الأخير بعنوان الصفات المعدلة: العلم يكشف عن كيفية تغيير التأمل لعقلك، ودماغك، وجسدك، بالاشتراك مع زميله دانيال غوليمان وأُصدر في سبتمبر 2017.
كتب ديفيدسون كتاب نيويورك تايمز الأكثر مبيعًا (مع شارون بيغلي) بعنوان الحياة العاطفية لدماغك، المنشورة من قبل شركة بينغوين للنشر في مارس 2012.
ونُشر فيلم وثائقي عن أعمال ديفيدسون بعنوان «حرِّر العقل»، من إخراج في آمبو عام 2012.

## منشورات مختارة

### أوراق بحثية
- دماغ بوذا: المرونة العصبية والتأمل ]تحت الضوء[. مجلة معهد مهندسي الكهرباء والإلكترونيات سيغنال بروسيسينغ (2008)
- «ترتبط التغيرات الأيضية للجلوكوز في قشرة الفص الجبهي برد فعل محور اتش بي إيه للعامل المجهد النفسي الاجتماعي». مجلة علم الغدد الصماء العصبية النفسية (2008)
- «تنظيم الدوائر العصبية للعاطفة بواسطة تأمل العطف: آثار الخبرة التأملية». مجلة بلوس ون (2008)
- «تنظيم الانتباه والمراقبة في التأمل». مجلة تريندز إن كوجنتيف ساينسز (2008)
- «التمرين العقلي يؤثر على توزيع موارد الدماغ المحدودة». مجلة بلوس بايولوجي (2007)
- «الرفاهية والنمط المؤثر: الركائز العصبية ومعاملات الارتباط الحيوية السلوكية». مجلة المعاملات الفلسفية للجمعية الملكية: العلوم البيولوجية (2004)
- تعديلات الدماغ ووظيفة المناعة المُنتَجة بواسطة التأمل الواعي. مجلة الطب السيكوسوماتي (2003)

## كتب
- الإدراك، الدماغ، حالات الوعي، والحقائق البديلة. (1 يناير 1979)
- البيولوجيا النفسية للتنمية العاطفية (1 أبريل 1984)
- طبيعة العاطفة: أسئلة أساسية. (22 ديسمبر 1994)
- القلق، الاكتئاب، والعاطفة. (5 يوليو 2000)
- رؤيا الشفقة: علماء غربيون وبوذيون تبتيون يختبرون الطبيعة البشرية. (6 ديسمبر 2001)
- الدماغ غير المتماثل. (13 ديسمبر 2002)
- الحياة العاطفية لدماغك: كيف تؤثر أنماطه الفريدة على طريقة تفكيرك، إحساسك وعيشك – وكيف يمكنك تغييرها. (24 ديسمبر 2012)